# بيتي لوفورد
بيتي لوفورد (بالإنجليزية: Betty Lawford)‏ هي ممثلة بريطانية (وحملت سابقاً جنسية المملكة المتحدة لبريطانيا العظمى وأيرلندا)، ولدت في 1910 بلندن في المملكة المتحدة، وتوفيت في 20 نوفمبر 1960 بنيويورك في الولايات المتحدة بسبب مرض.

## أعمال

### أفلام
- (1933) ساحة بيركلي

## وصلات خارجية
- بيتي لوفورد على موقع IMDb (الإنجليزية)
- بيتي لوفورد على موقع قاعدة بيانات برودواي على الإنترنت (الإنجليزية)
- بيتي لوفورد على موقع قاعدة بيانات الفيلم (الإنجليزية)